# リプスカニ
リプスカニ (ルーマニア語: Lipscani) は、ルーマニアのブカレストにある地区、および通りである。中世から19世紀の初めまで、ブカレストやワラキアにおける商業の中心地として栄えた。ヴラド・ツェペシュの旧王宮跡（クルテア・ヴェケ）が付近に残る。

## 歴史
通りの名称は、かつて道ばたに並んだ品物の多くが運ばれてきていたライプツィヒ（17世紀のルーマニア語でリプスカ）に由来する。当時、西ヨーロッパから品物を運んでくる商人のことを「リプスカン」（複数形は「リプスカニ」）と呼んだ。
リプスカニでは、金細工職人、帽子屋、靴職人、革なめし職人、鞍職人など、あらゆる職人や商人が取引をしており、現在でも各ギルドの名前を冠した通りの名前が残っている。例えば、ブラナリ通りは毛皮職人、シェラリ通りは鞍職人を指す。
共産主義政権時代には、地区全体が取り壊される計画であったが、これは実現しなかった。この時期には再開発から取り残されたリプスカニであったが、現在ではブカレストで最も観光客を集める地区にまで発展している。21世紀のはじめには、地区内のほとんどで自動車の乗り入れができなくなった。現在、多くの建物が修復中である。
近年は、カルクベーレなどのレストラン、H&M、アディダス、イヴ・ロシェといったブランドなど、多くの店が建ち並ぶようになってきており、ショッピングの街としての性格を強めている。

## ギャラリー

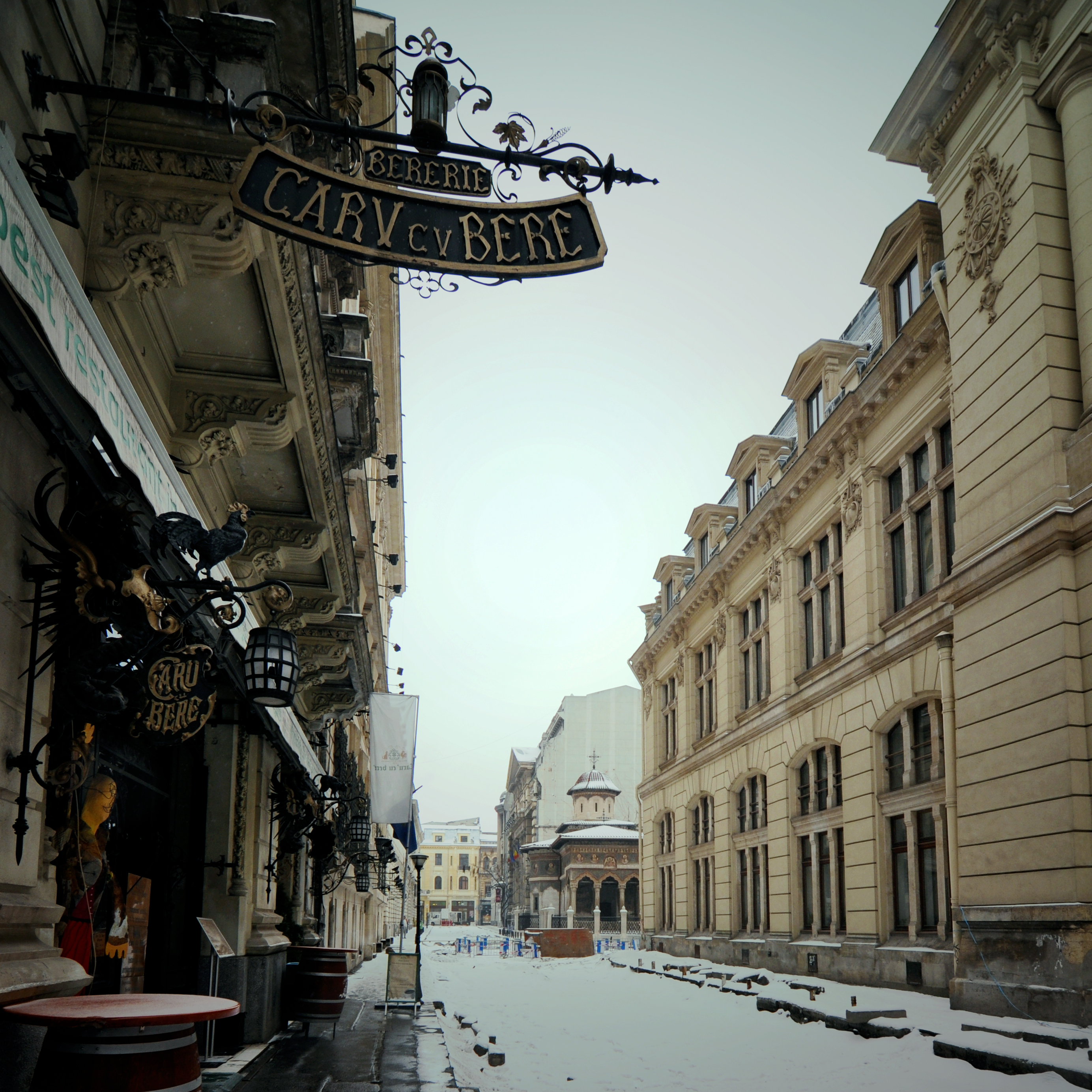
カルクベーレとスタヴロポレオス教会
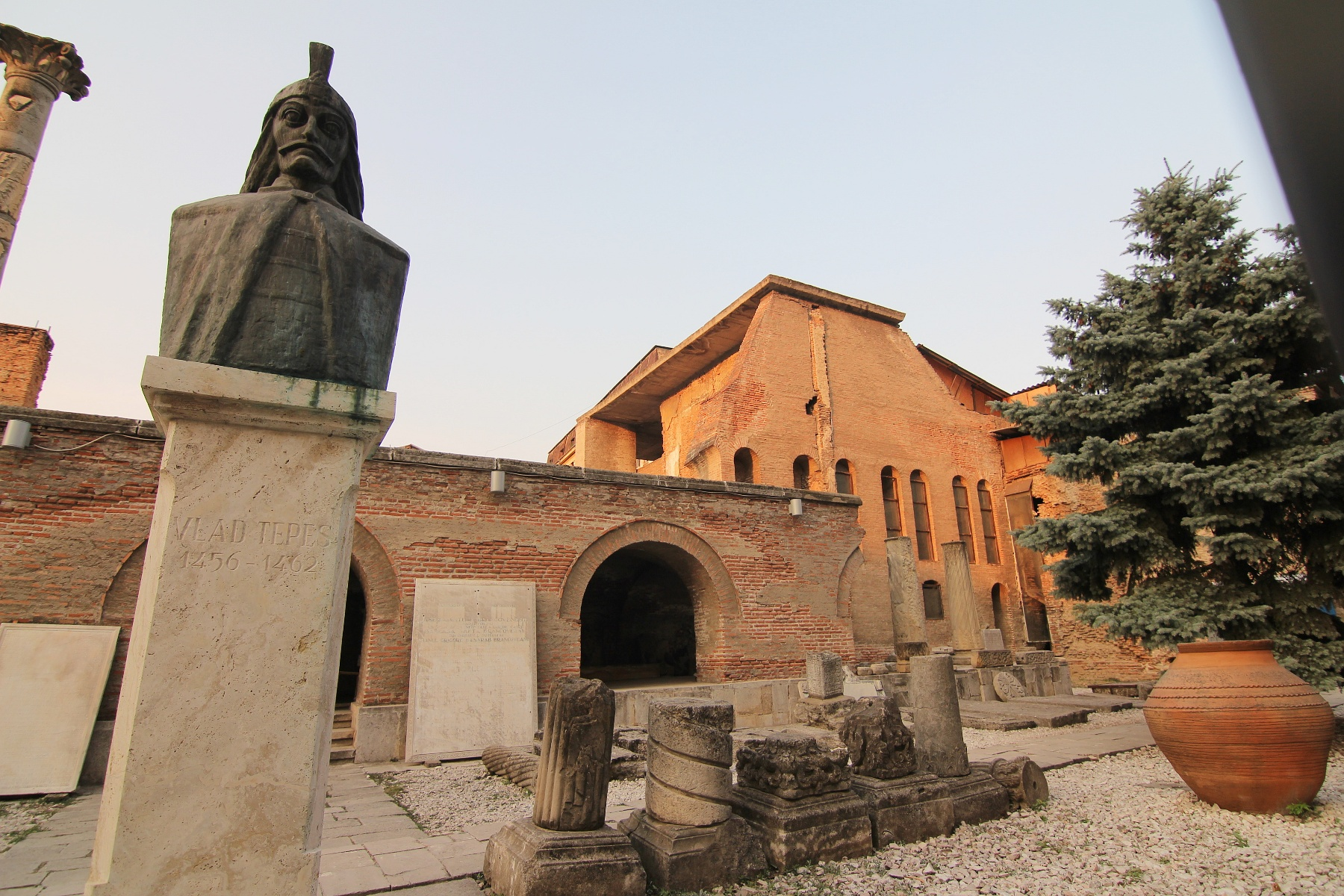
旧王宮にあるヴラド・ツェペシュの記念碑
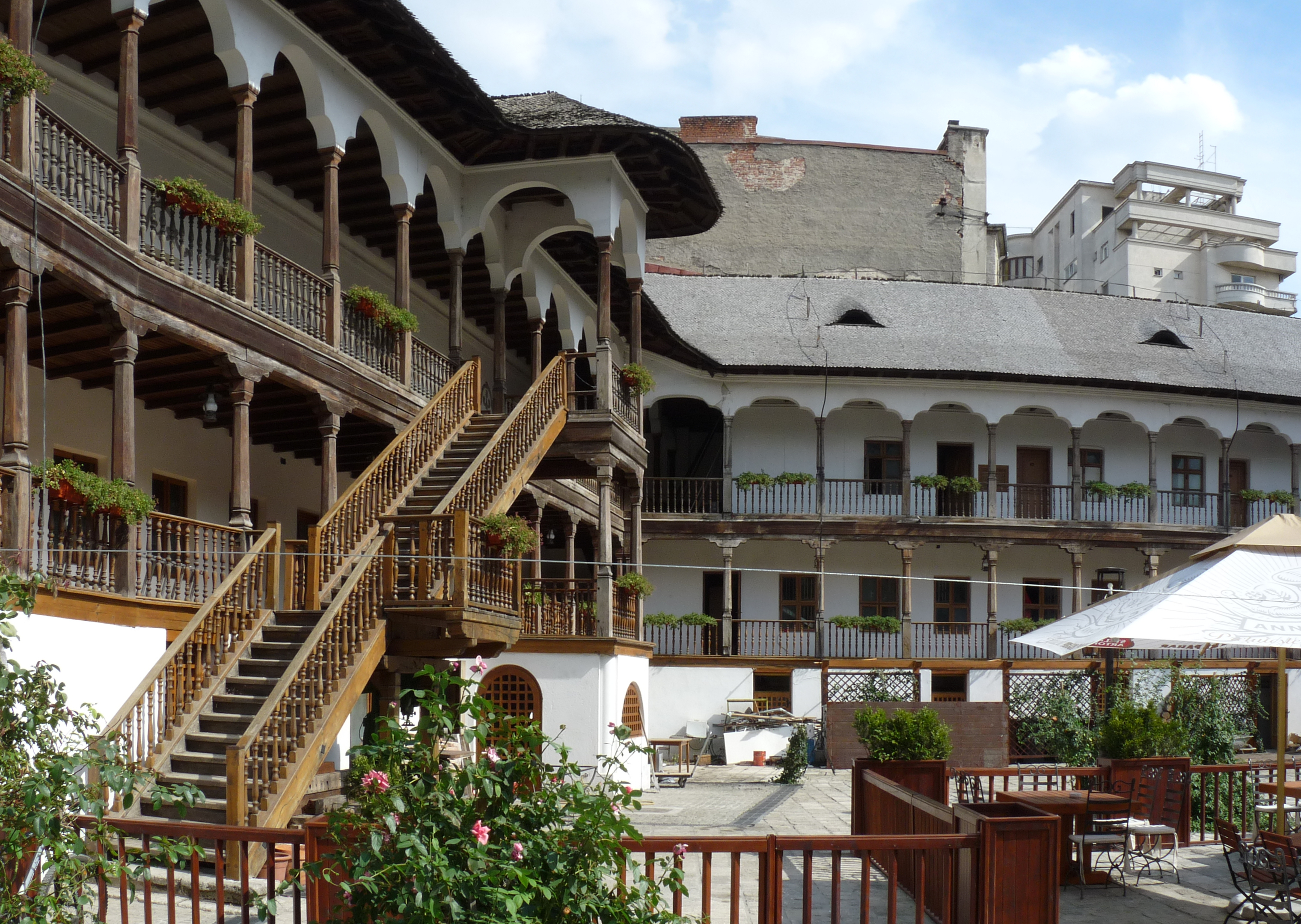
隊商宿のハーヌル・マヌク
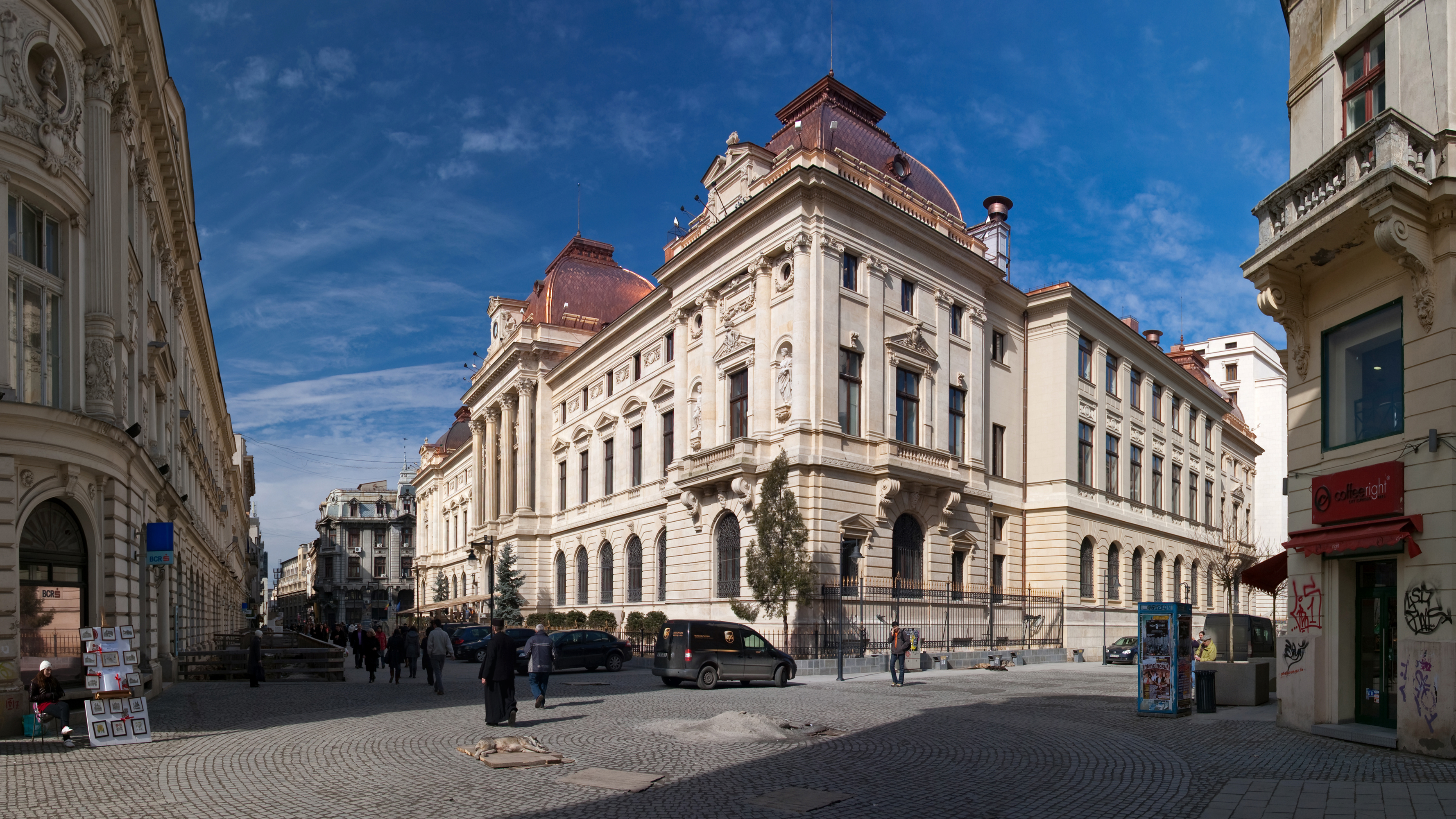
ルーマニア国立銀行旧庁舎
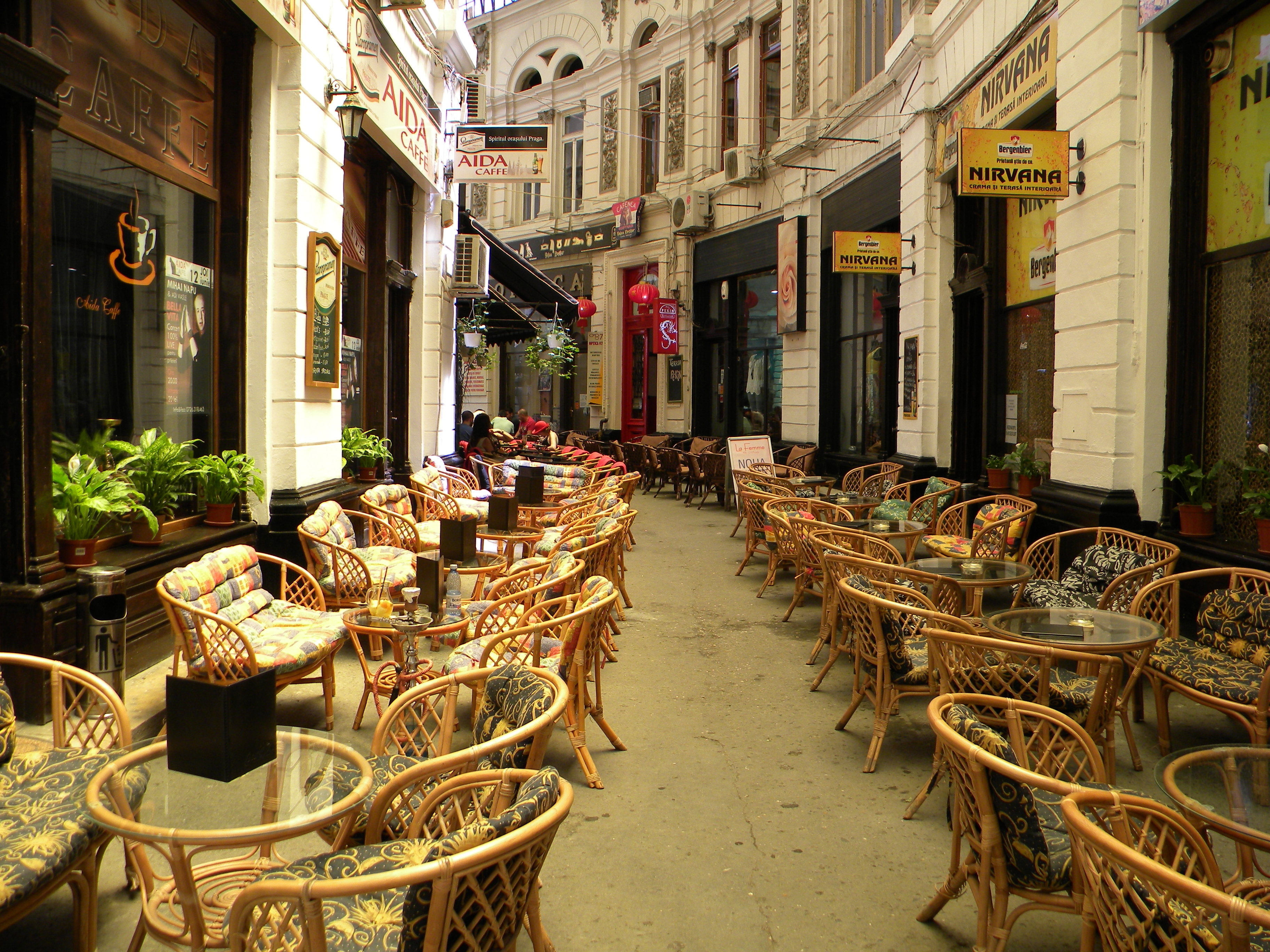
マッカ・ヴィッラクロス・パサージュ
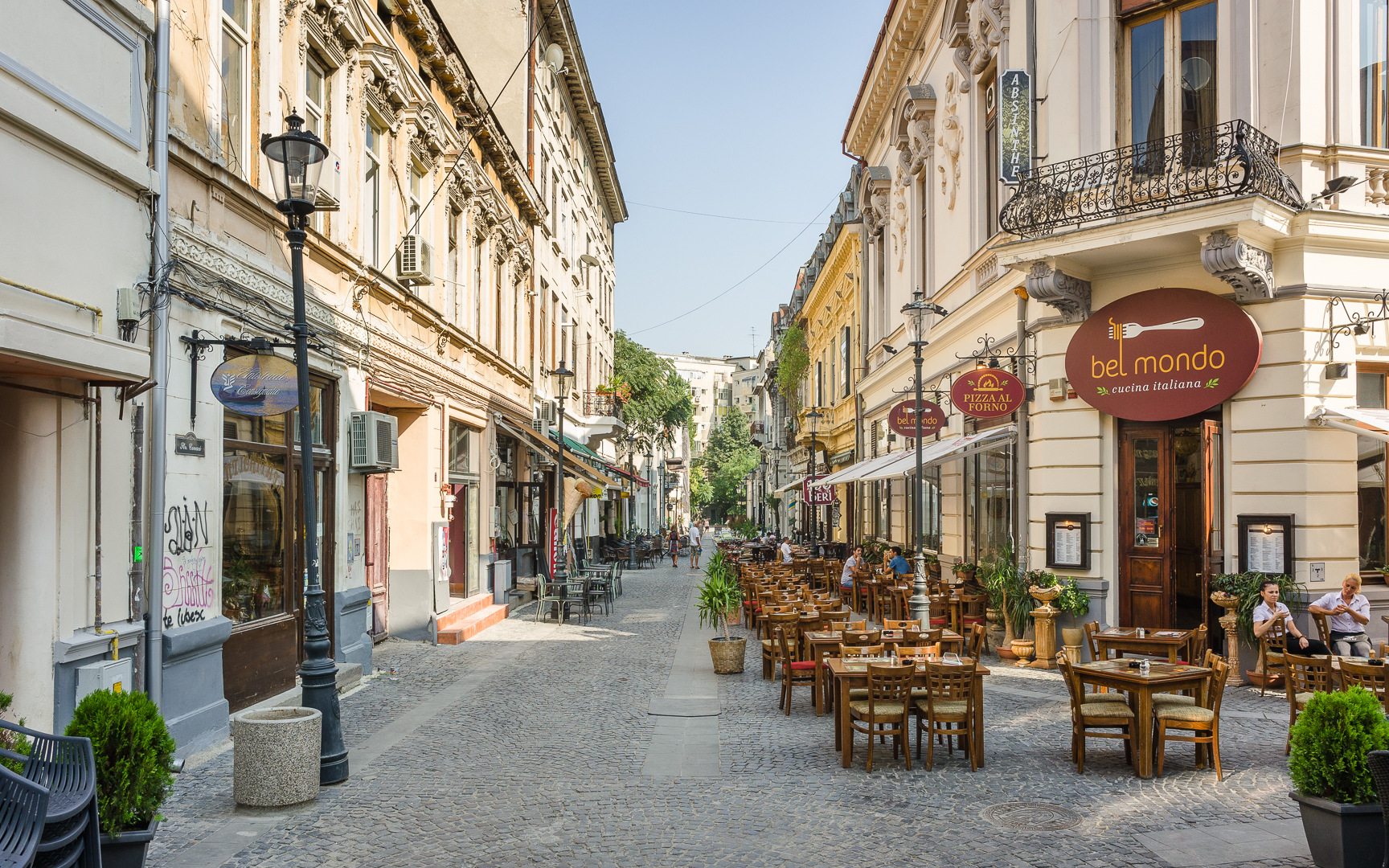
コバチ通り